# Anemia laxa
Anemia laxa là một loài dương xỉ trong họ Anemiaceae. Loài này được Lindm. mô tả khoa học đầu tiên năm 1903.